# USS Bostwick (DE-103)
«Боствік» (англ. USS Bostwick (DE-103) — військовий корабель, ескортний міноносець типу «Кеннон» військово-морських сил США за часів Другої світової війни.
«Боствік» був закладений 6 лютого 1943 року на верфі компанії Dravo Corporation у Вілмінгтоні, де 30 серпня 1943 року корабель був спущений на воду. 1 грудня 1943 року він увійшов до складу ВМС США.
Ескортний міноносець «Боствік» брав участь у бойових діях на морі в Другій світовій війні, супроводжував транспортні конвої союзників в Атлантиці. За час війни брав участь у затопленні у взаємодії з іншими протичовновими кораблями німецького підводного човна U-879.
За бойові заслуги, проявлену мужність та стійкість екіпажу в боях «Боствік» удостоєний двох бойових зірок, медалей «За Європейсько-Африкансько-Близькосхідну», «За Американську кампанії» і Перемоги у Другій світовій війні.

## Історія служби
15 лютого 1944 року «Боствік» приєднався до есмінців «Томас», «Бронштейн», «Бріман» та «Коррі» в протичовновому патрулюванні, який рушив ескортом кораблів через Атлантику до Касабланки, Марокко. Оперативна група 21.16 (TG 21.16) супроводжувала ескортний авіаносець «Блок-Айленд», кораблі діяли як група мисливців-винищувачів підводних човнів у водах Північної Атлантики.
30 квітня 1945 року німецький U-879 потоплений східніше мису Гаттерас глибинними бомбами американських патрульного фрегата «Начез» та есмінців «Коффман», «Боствік» та «Томас».
Вважалося, що 1 березня 1944 року атакою американських ескортних міноносців «Бронштейн», «Боствік» і «Томас» був знищений німецький підводний човен U-709. Але, вивчення після війни архівів довело, що це був німецький човен U-441, який дістав серйозних пошкоджень. U-709 загинув за невідомих обставин після 19 лютого 1944 року з усім екіпажем.